# 彭好古
彭好古（1551年—？），字伯籛，號熙陽、又号羲陽，湖廣黃州府麻城縣人，匠籍，明朝政治人物。

## 生平
萬曆十三年（1585年）乙酉鄉試八十八名，萬曆十四年（1586年）聯捷丙戌科會試三十五名，登三甲第九十三名進士。大理寺观政，八月授任直隸歙縣知縣。十九年七月行取，十一月陞山西道監察御史，二十年长芦巡盐。二十一年二月升四川佥事，二十二年丁憂，服闋，補尚寶司丞。

## 家族
曾祖彭伯彝；祖父彭易經；父彭岱。母饒氏。慈侍下。弟彭述古、彭顯謨（癸未会中式武举、永道守备）、彭遵古（同科進士）。
弟彭遵古，同榜進士。弟彭信古為武進士。